# Talavera la Real
Pour les articles homonymes, voir Talavera (homonymie).
Talavera la Real est une commune d’Espagne, dans la province de Badajoz, communauté autonome d'Estrémadure.
Eberge la mort de eleanor de Habsbourg 